# Nanduer
Nanduer (Rheidae) är en familj fåglar som tidigare placerades i ordningen strutsfåglar men som idag placeras i den egna ordningen nandufåglar. Familjen omfattar idag det enda släktet Rhea som i sin tur består av två arter, men fler arter och släkten har beskrivits utifrån fossila lämningar. Nanduerna är stora flygoförmögna fåglar som lever i Sydamerika. 

## Systematik och utbredning
Länge placerades familjen bland strutsfåglarna, men denna reserveras idag vanligtvis enbart för strutsarna. Nanduerna förs därför till den egna ordningen nandufåglar (Rheiformes). De nu levande nanduerna har ibland delats upp i de två olika släktena Rhea och Pterocnemia, men de flesta placerar familjens arter i det enda släktet Rhea. Två nu levande arter urskiljs vanligtvis, större nandu (Rhea americana) och mindre nandu (Rhea pennata). Taxonet tarapacensis har tidvis behandlats som egna arten Rhea tarapacensis, men kategoriseras vanligen som del av mindre nandu.
Ytterligare fyra arter har beskrivits i Rhea utifrån fossil, alla funna i Argentina:
- †R. fossilis Moreno & Mercerat 1891 – miocen
- †R. mesopotamica (Agnolín & Noriega 2012) [Pterocnemia mesopotamica Agnolín & Noriega 2012] – sen miocen i Argentina
- †R. pampeana Moreno & Mercerat 1891 – pleistocen
- †R. subpampeana Moreno & Mercerat 1891 – miocen

Därtill finns ytterligare tre släkten i familjen beskrivna, med lika många arter, alla påträffade i Argentina och dateras till pliocen.
- Släkte †Protorhea Moreno & Mercerat 1891
  - †Protorhea azarae Moreno & Mercerat 1891
- Släkte †Heterorhea Rovereto 1914
  - †Heterorhea dabbenei Rovereto 1914
- Släkte †Hinasuri Tambussi 1995
  - †Hinasuri nehuensis Tambussi 1995

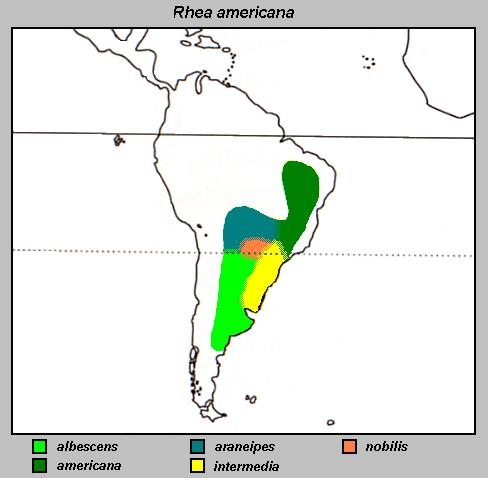
Utbredning för större nandu (Rhea americana)
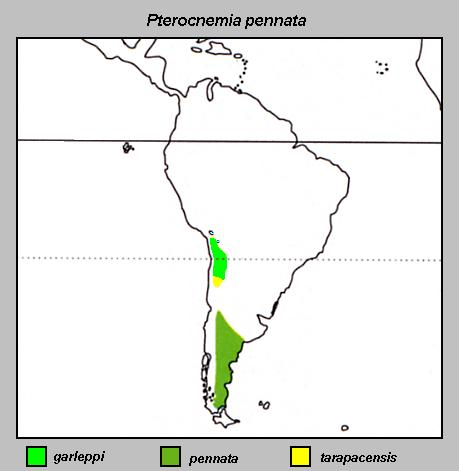
Utbredning för mindre nandu (Rhea pennata)

## Ekologi
Hanarna uppvaktar mellan två och tolv honor. Efter parningen bygger hanen ett bo, i vilket alla honorna lägger sina ägg. Det är hanen som ruvar de mellan tio och sextio äggen och ungarna kläcks efter 36 dygn. Medan hanen ruvar, ger sig honorna av, och kan para sig med andra hanar. Under den tid som hanen tar hand om ungarna anfaller han den som närmar sig, om det så är en människa eller en nandu-hona. Nanduerna är allätare och lever i öppna gräsbiotoper. De föredrar storbladiga plantor, men de äter också frön, rötter, frukt, insekter och smådjur.

## Namn
Det vetenskapliga namnet Rhea fick de 1752 av Paul Möhring. Varför han döpte fåglarna efter den mytologiska gestalten Rhea är okänt.